# Сергіївка (Підгоренський район)
Сергіївка (рос. Сергеевка) — село у Підгоренському районі Воронезької області Російської Федерації.
Населення становить 1096 осіб (2010). Входить до складу муніципального утворення Сергіївське сільське поселення.

## Історія
Населений пункт розташований у історичному регіоні Чорнозем'я. Від 1928 року належить до Підгоренського району, спочатку в складі Центрально-Чорноземної області, а від 1934 року — Воронезької області.
Згідно із законом від 15 жовтня 2004 року входить до складу муніципального утворення Сергіївське сільське поселення.

## Населення
| 1859 | 1900  | 2007  | 2009  | 2010  |
| ---- | ----- | ----- | ----- | ----- |
| 2331 | ↘2241 | ↘1090 | ↗1096 | →1096 |